# یواس‌اس لوسیدار (ای‌اف-۴۵)
یواس‌اس لوسیدار (ای‌اف-۴۵) (به انگلیسی: USS Lucidor (AF-45)) یک کشتی بود که طول آن ۳۳۸ فوت (۱۰۳ متر) بود. این کشتی در سال ۱۹۴۵ ساخته شد.